# Sveitarfélagið Skagafjörður

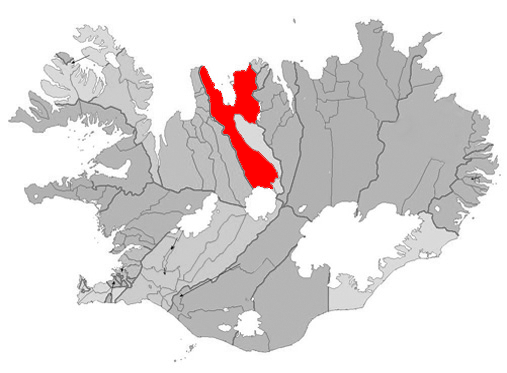

Sveitarfélagið Skagafjörður är en kommun i regionen Norðurland vestra på Island. Folkmängden är 4 090 (2022). Den är belägen omkring fjorden Skagafjörður. Orterna Sauðárkrókur och Hofsós ingår i kommunen. 

## Bilder

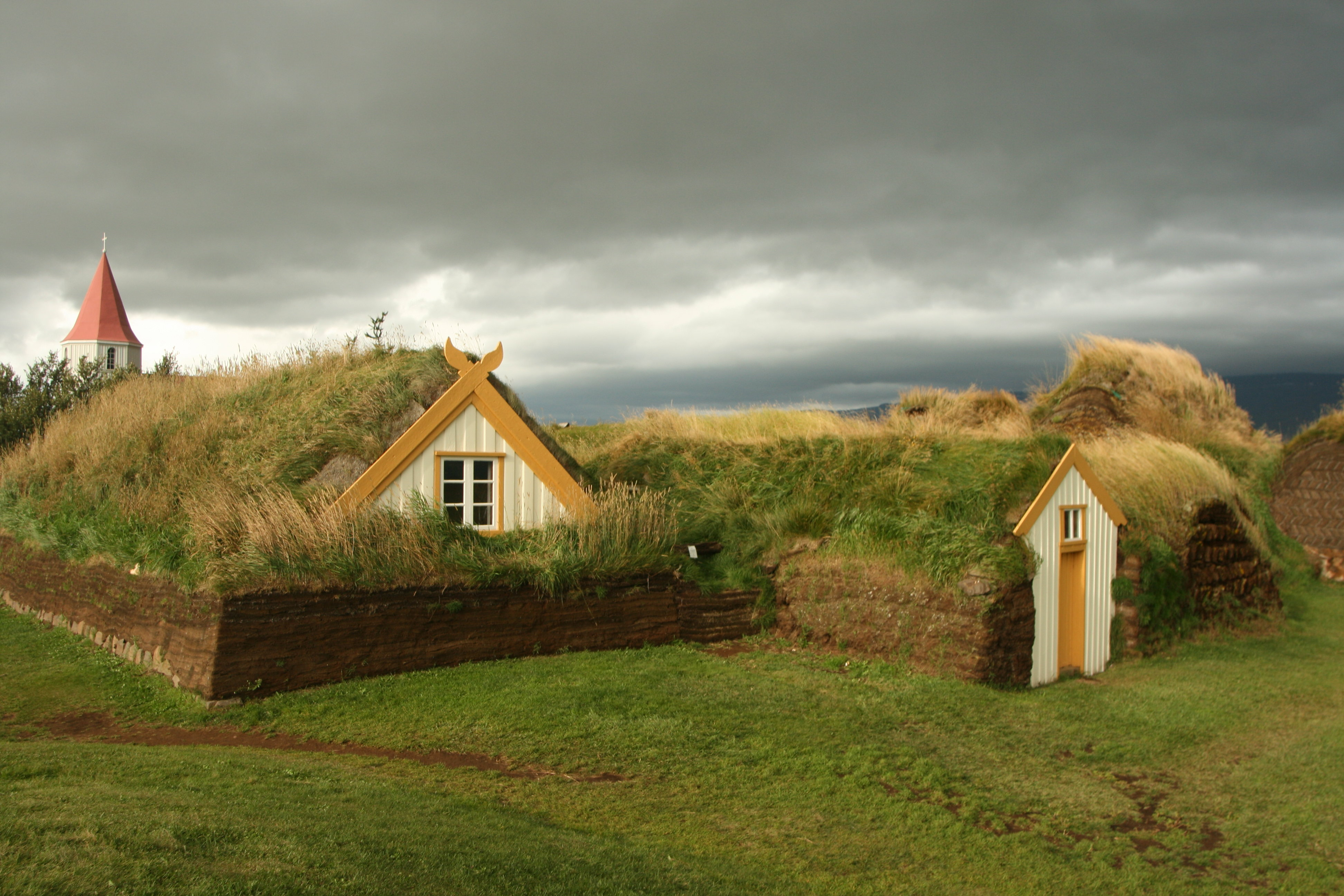
Glaumbær
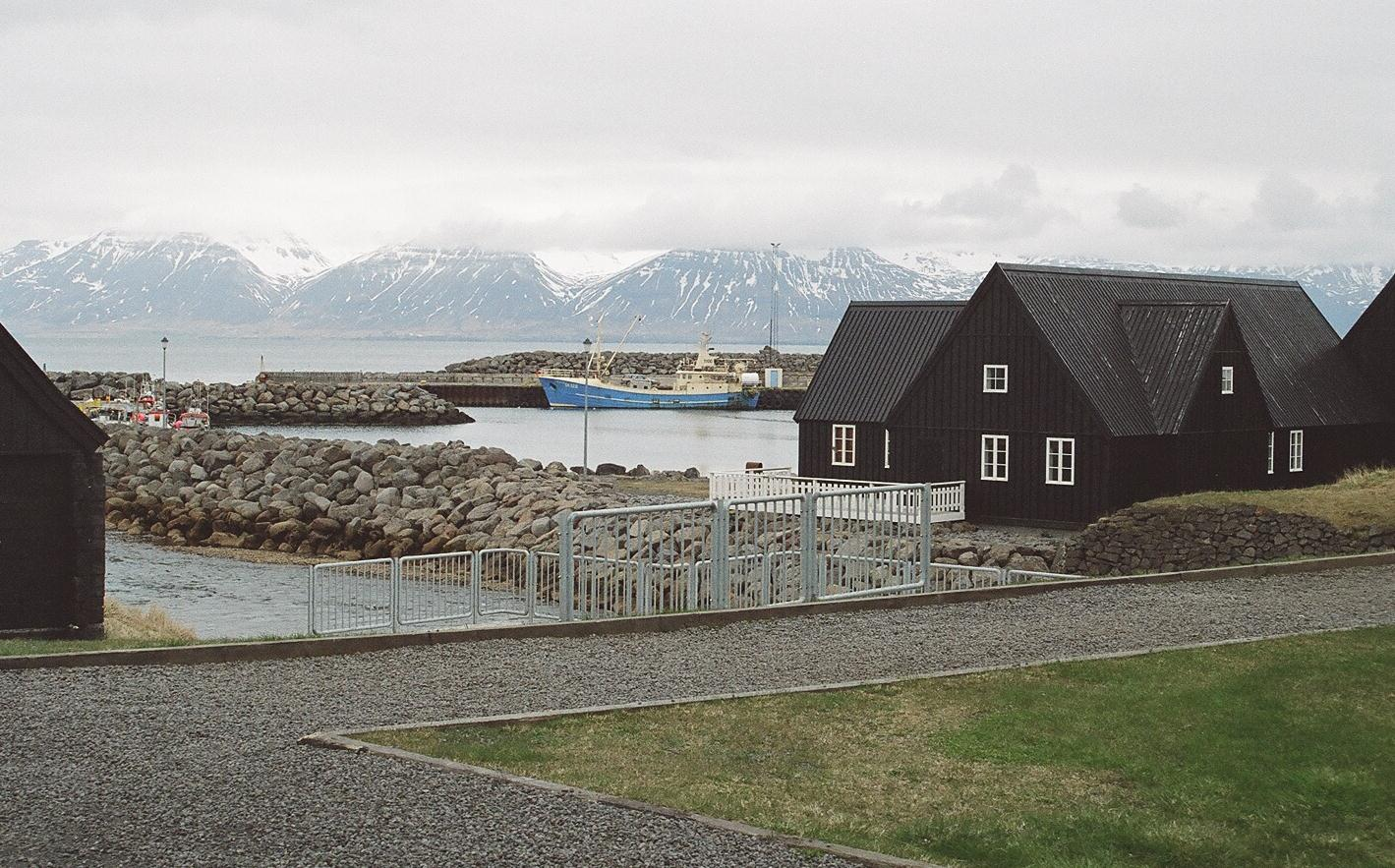
Hofsós
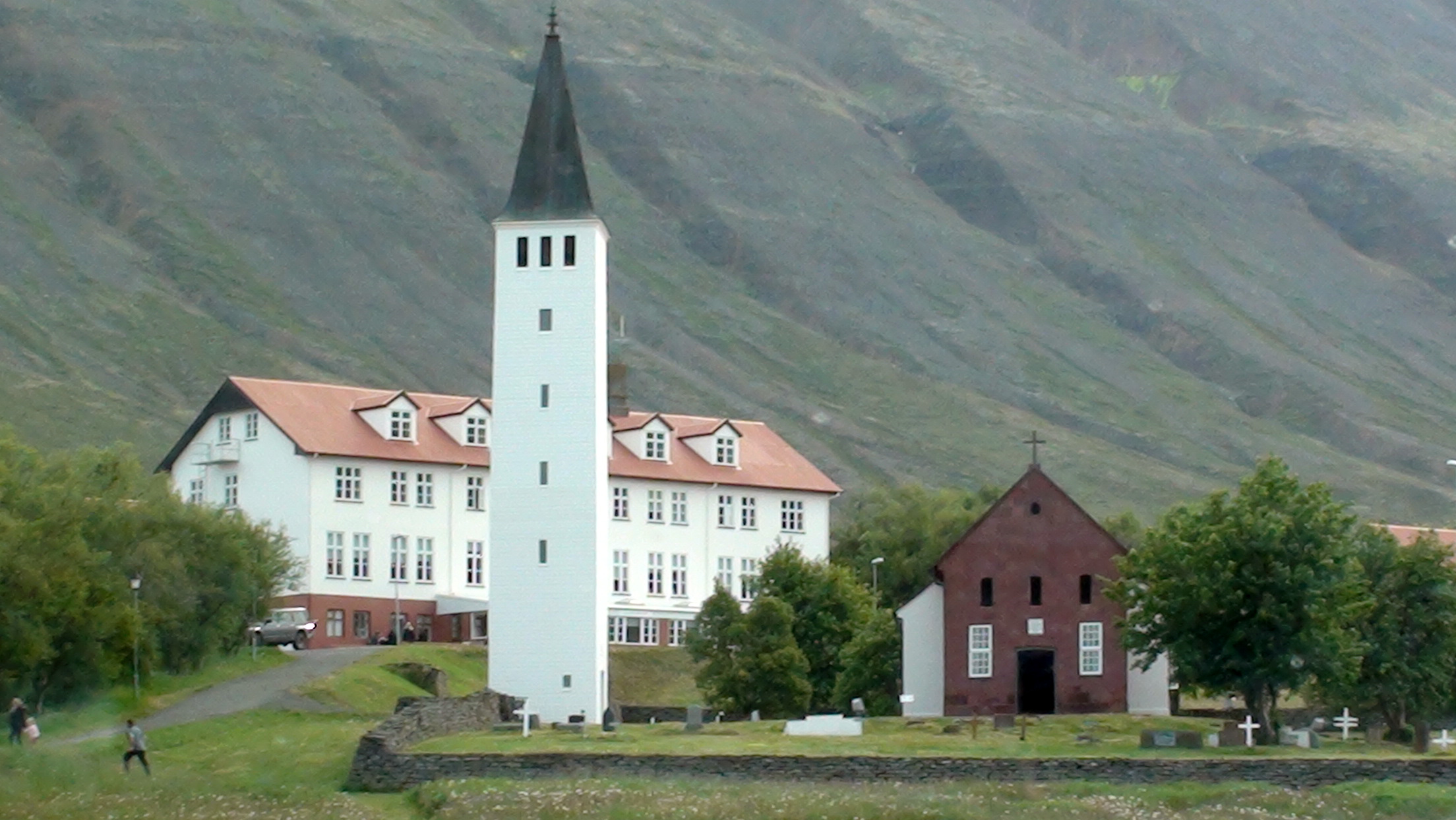
Hólar